# Modeling

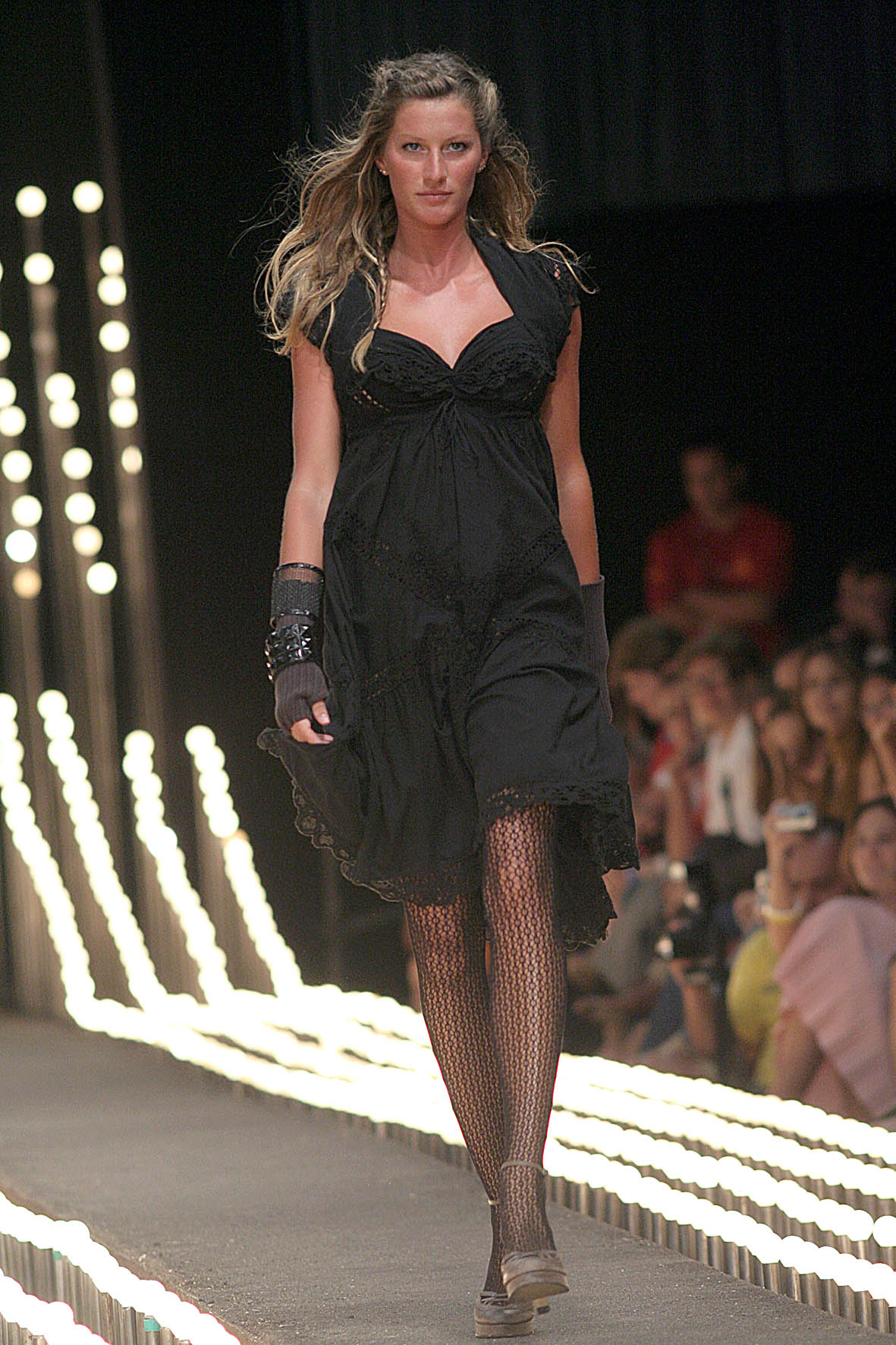
Modelka Gisele Bündchenová

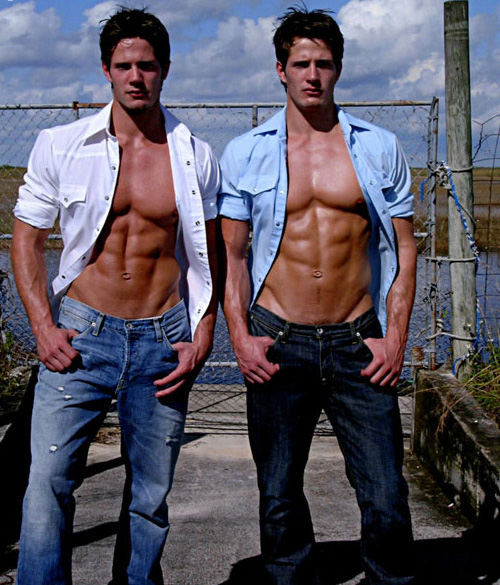
Bratři Carlsonovi, modelové-dvojčata

Modeling je obor věnovaný předvádění nových modelů šatů, oděvních doplňků a podobně. Ačkoli hranice nemusí být ostré, odlišuje se od jiných typů veřejného vystupování, jako je tanec či herectví. Může jít rovněž o pózování fotografům a vizuálním umělcům při vytváření uměleckého díla.
Model či modelka (také manekýn či manekýna) je pak osoba, která propaguje módu (oblečení na módních přehlídkách), dělá reklamu různým výrobkům a svou přítomností pomáhá propagovat významné společenské i podnikové akce. Některé z nich se stanou široce známými a mohou využívat svou popularitu k propagaci neziskových nadací. V širším významu je model osoba, která slouží za vzor pro vizuální umělce, malíře, fotografy („fotomodel“) apod.
Všichni supermodelové a supermodelky jsou dnes téměř automaticky považováni za sexuální symboly. Dosahují celosvětové slávy a často se výrazně prosazují v komerční sféře při prodeji luxusních výrobků, v reklamě či jako herci a herečky. Příkladem mohou být z žen Milla Jovovich, Elle Macphersonová, Rebecca Romijn, Tricia Helfer nebo česká Alena Šeredová. Modeling ale může být rovněž jedním z hlavních příčin mentální anorexie a bulimie u dívek ve věku 15–23 let, ale i u chlapců ve věku 17–25 let.[zdroj?]
Na rozdíl od ženy není pro reklamní účely muž prakticky omezen věkem, v profesionálním modelingu má ovšem nejvíce příležitostí od dvaceti let výše. Mladší modelové většinou nemají šanci na lukrativní nabídku (nejedná-li se např. o focení kolekce oblečení pro teenagery), neboť ještě nevypadají dost mužně (vyvíjí se mu rysy obličeje, tvarují svaly atd.).[zdroj⁠?!]

## Historie modelingu
Ačkoliv termíny model, modelka i supermodel a supermodelka získaly výraznou popularitu v 80. letech, několik prvních osobností v modelingu získalo slávu už během 50. let 20. století. Mezi prvními modelkami, jejichž jméno a obličej bylo důvěrně známé všem lidem i mimo módní průmysl, patřila Suzy Parkerová (kolem roku 1955) a Cheryl Tiegs (kolem roku 1968). Podle jiných tvrzení má skutečné právo nosit titul první supermodelky až Janice Dickinson od té doby, co ona sama začala razit tento termín v roce 1979. Jak dokládá článek ve vlivném časopise Glamour z roku 1968, ona sama tento termín nevytvořila, získala však širokou proslulost tím, že sama sebe prohlašovala za „první supermodelku na světě“. Nicméně i modelky jako Jean Shrimpton, Colleen Corby a Twiggy (všechny z poloviny 60. let minulého století) mohou také uplatňovat své právo na titul supermodelky.

## Výběr modelek
- Gisele Bündchenová
- Naomi Campbell
- Claudia Schiffer
- Kate Moss
- Ana Beatriz Barros
- Adriana Lima
- Monica Bellucciová
- Kyla Cole
- Milla Jovovich
- Iva Kubelková
- Júlia Liptáková
- Tereza Maxová
- Petra Němcová
- Daniela Peštová
- Linda Rybová
- Adriana Karembeu
- Sharon Stoneová
- Alena Šeredová
- Nikola Kokyová

## Výběr modelů
Mezi známé české modely patří např. Filip Trojovský, mezi zahraniční kupř. Marcus Schenkenberg nebo Tyson Beckford.